# Missões diplomáticas da Líbia

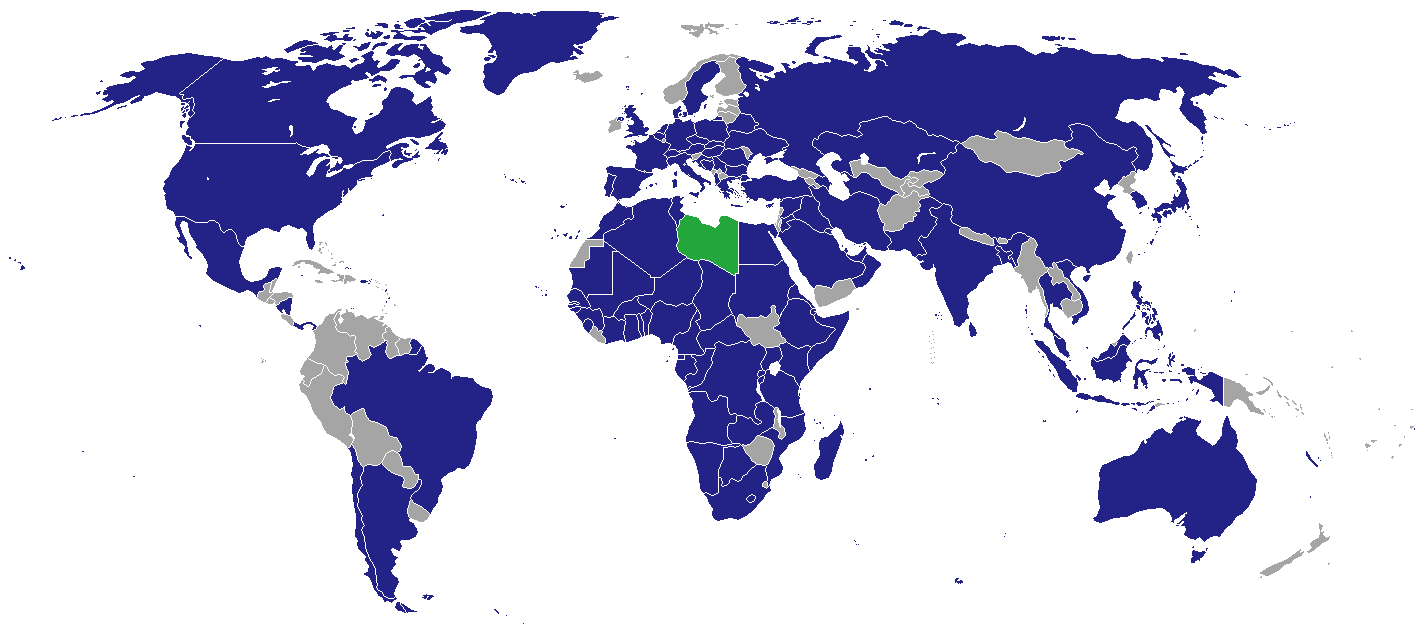
Missões diplomáticas da Líbia.

Abaixo se encontram as embaixadas e consulados da Líbia:

## Europa

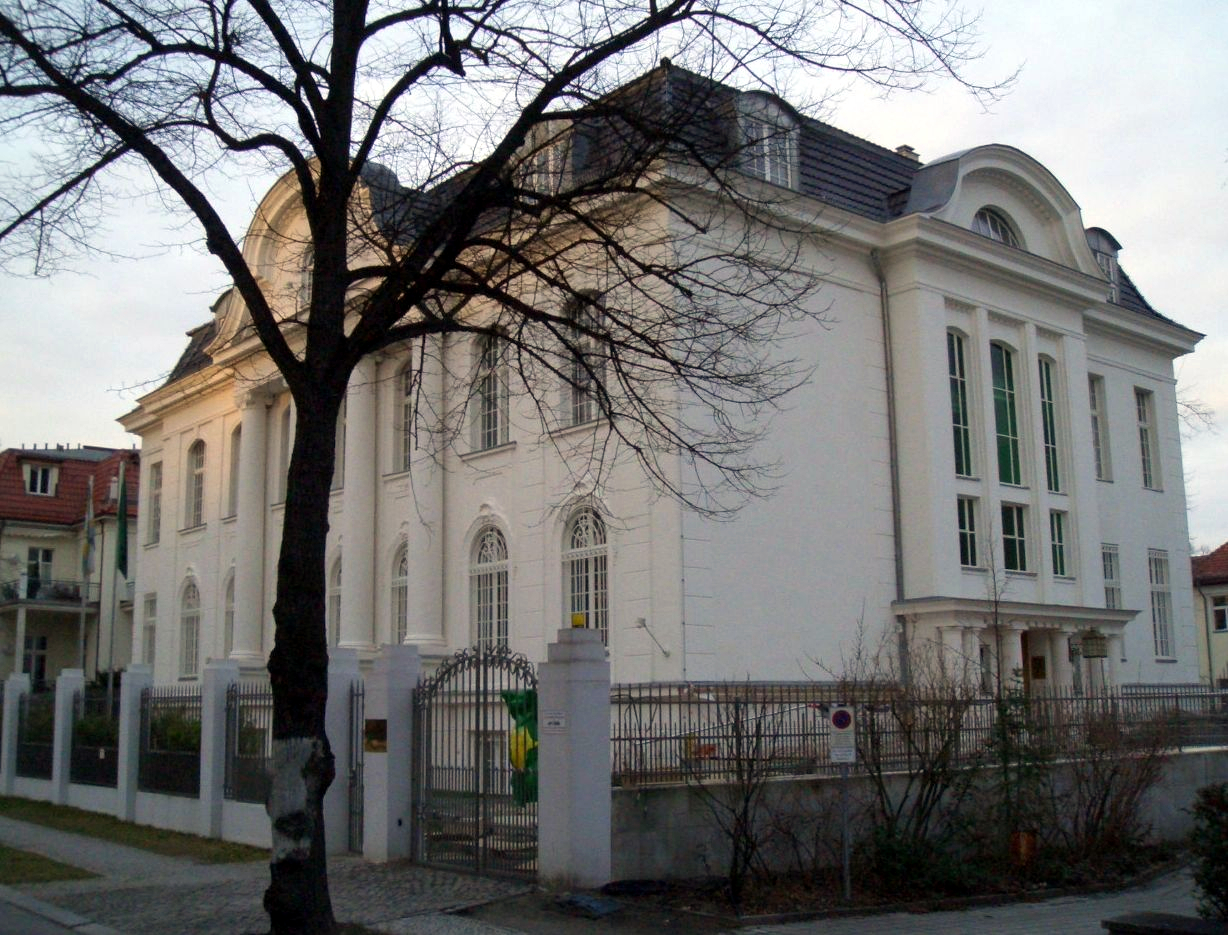
Embaixada da Líbia em Berlim, Alemanha.

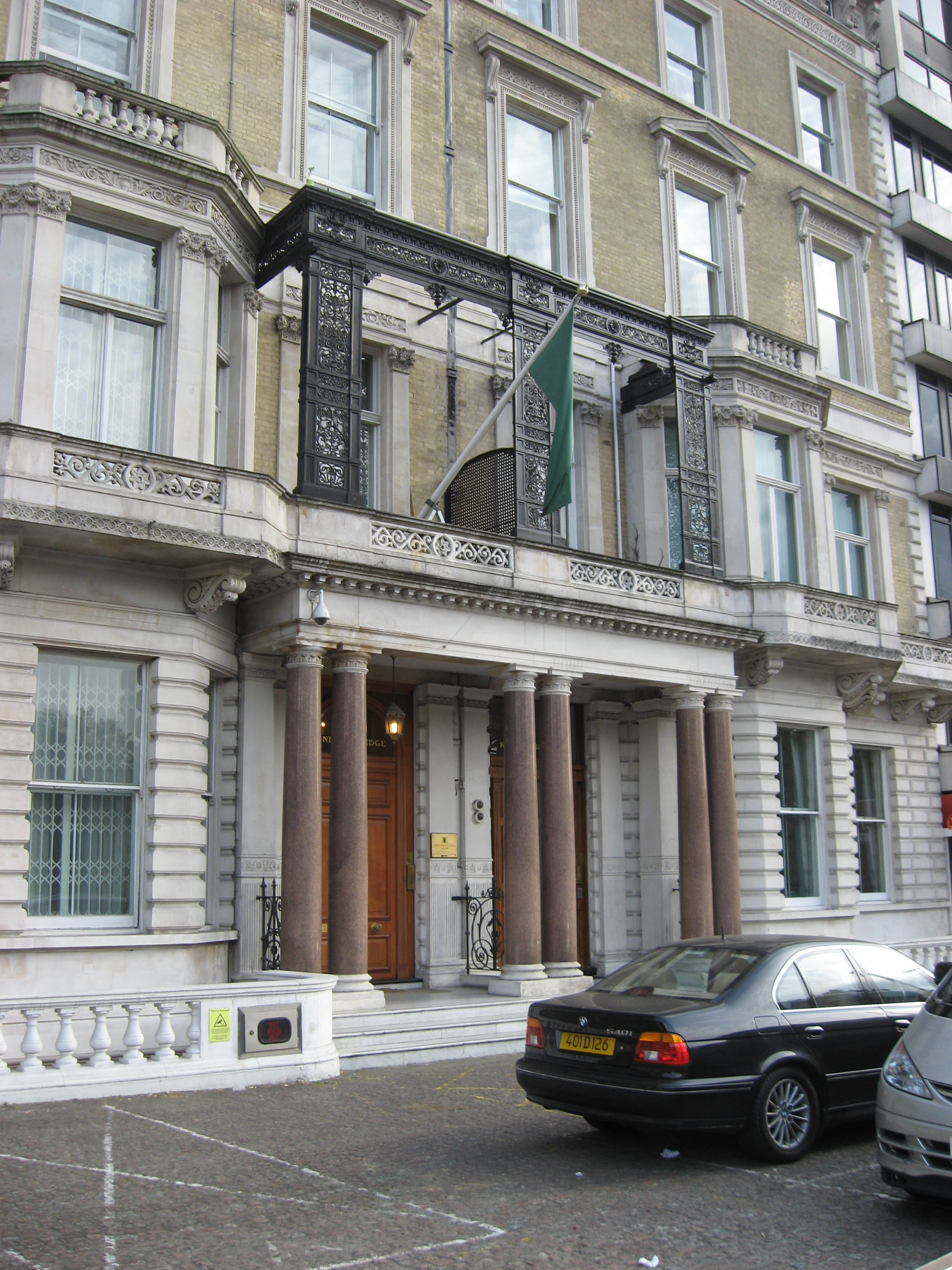
Embaixada da Líbia em Londres, Reino Unido.

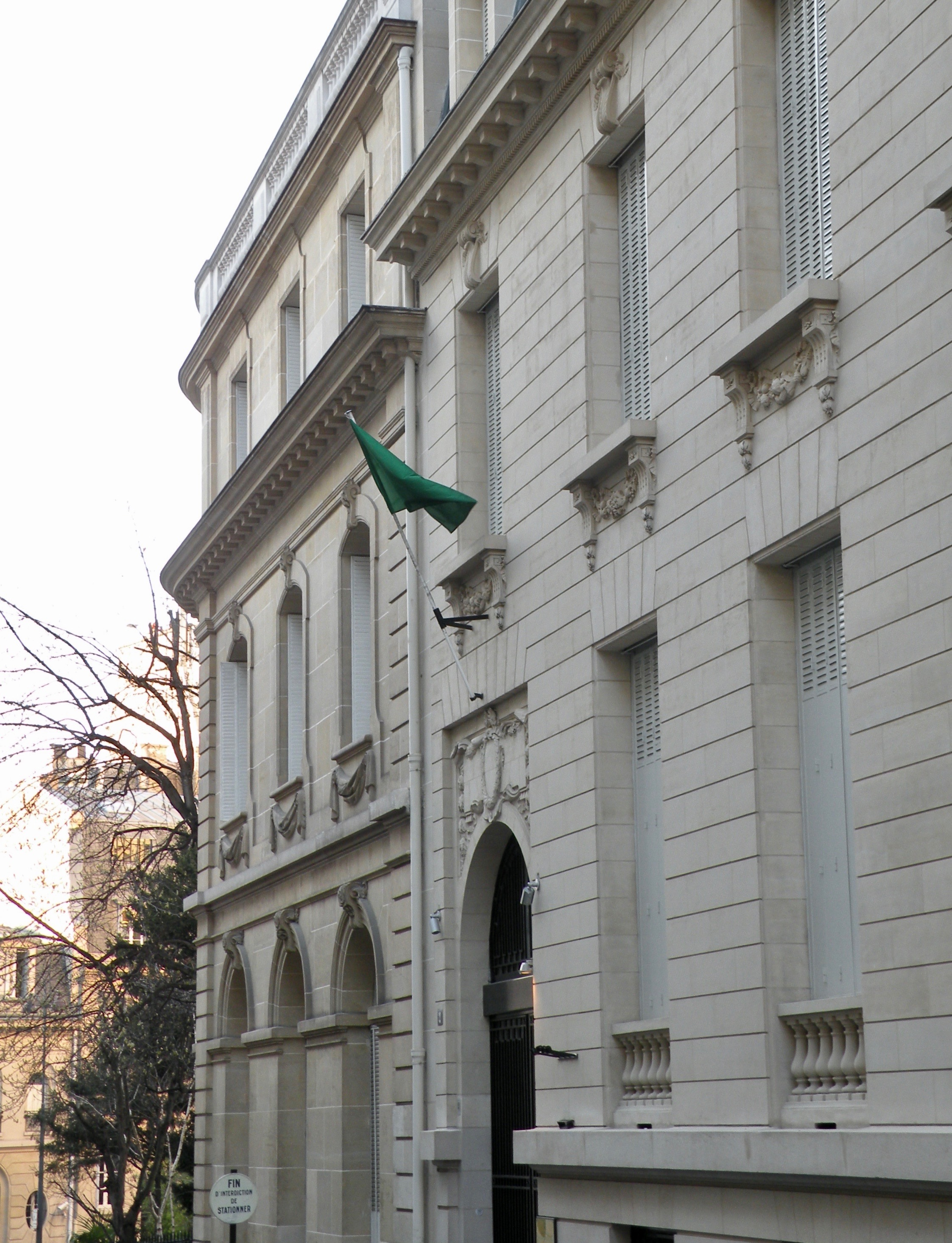
Embaixada da Líbia em Paris, França.

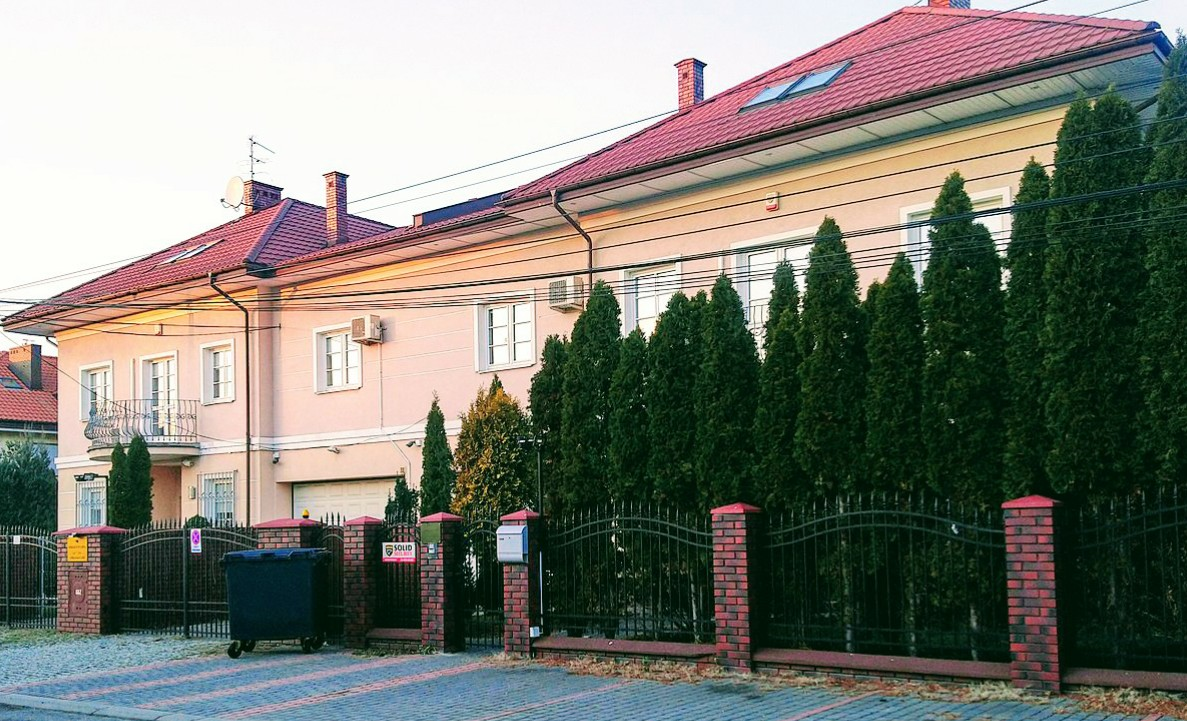
Embaixada da Líbia em Varsóvia, Polônia.

- Albânia
  - Tirana (Embaixada)
- Alemanha
  - Berlim (Embaixada)
- Áustria
  - Viena (Embaixada)
- Azerbaijão
  - Baku (Embaixada)
- Bélgica
  - Bruxelas (Embaixada)
- Bielorrússia
  - Minsk (Embaixada)
- Bósnia e Herzegovina
  - Sarajevo (Embaixada)
- Bulgária
  - Sófia (Embaixada)
- Chipre
  - Nicósia (Embaixada)
- Croácia
  - Zagreb (Embaixada)
- Eslováquia
  - Bratislava (Embaixada)
- Espanha
  - Madrid (Embaixada)
- França
  - Paris (Embaixada)
  - Marselha (Consulado-Geral)
- Grécia
  - Atenas (Embaixada)
- Hungria
  - Budapeste (Embaixada)
- Itália
  - Roma (Embaixada)
  - Milão (Consulado-Geral)
  - Palermo (Consulado-Geral)
- Malta
  - Valetta (Embaixada)
- Países Baixos
  - Haia (Embaixada)
- Polónia
  - Varsóvia (Embaixada)
- Portugal
  - Lisboa (Embaixada)
- Reino Unido
  - Londres (Embaixada)
- Chéquia
  - Praga (Embaixada)
- Roménia
  - Bucareste (Embaixada)
- Rússia
  - Moscou (Embaixada)
- Sérvia
  - Belgrado (Embaixada)
- Suécia
  - Estocolmo (Embaixada)
- Suíça 
  - Berna (Embaixada)
- Ucrânia
  - Kiev (Embaixada)

## América

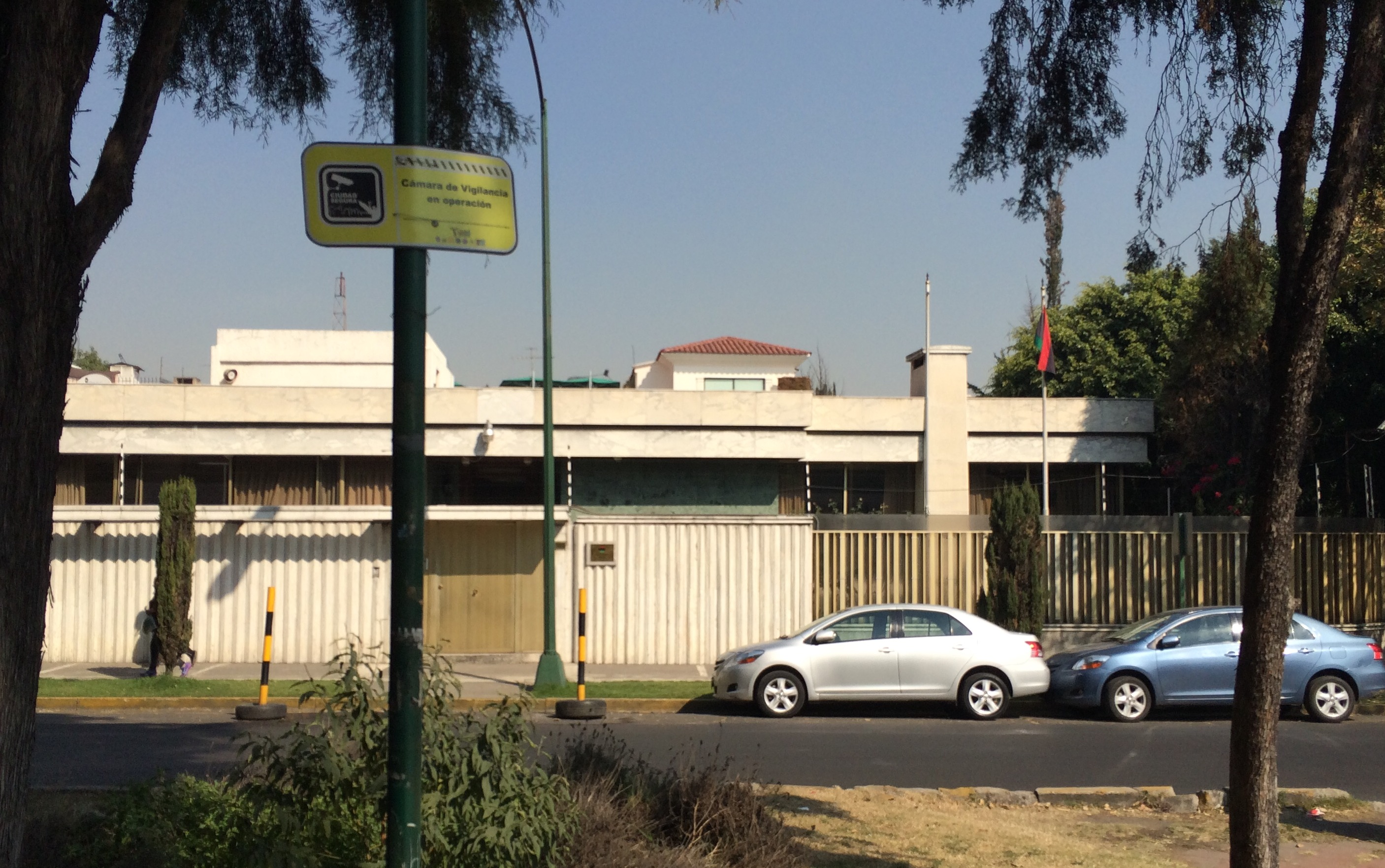
Embaixada da Líbia na Cidade do México, México.

- Argentina
  - Buenos Aires (Embaixada)[1]
- Brasil
  - Brasília (Embaixada)[2]
- Canadá
  - Ottawa (Embaixada)
- Cuba
  - Havana (Embaixada)
- Estados Unidos
  - Washington DC (Embaixada)
- México
  - Cidade do México (Embaixada)
- Nicarágua
  - Manágua (Embaixada)
- Panamá
  - Cidade do Panamá (Embaixada)
- Venezuela
  - Caracas (Embaixada)

## Oriente Médio
- Arábia Saudita
  - Riad (Embajada)
  - Jedda (Consulado-Geral)
- Bahrein
  - Manama (Embaixada)
- Emirados Árabes Unidos
  - Abu Dhabi (Embaixada)
- Irão
  - Teerã (Embaixada)
- Jordânia
  - Amã (Embaixada)
- Kuwait
  - Cidade do Kuwait (Embaixada)
- Líbano
  - Beirute (Embaixada)
- Omã
  - Mascate (Embaixada)
- Catar
  - Doha (Embaixada)
- Síria
  - Damasco (Embaixada)
- Turquia
  - Ankara (Embaixada)
  - Istambul (Consulado-Geral)
- Iêmen
  - Sana (Embaixada)

## África
- África do Sul
  - Pretória (Embaixada)
- Angola
  - Luanda (Embaixada)
- Argélia
  - Argel (Embaixada)
- Benim
  - Cotonou (Embaixada)
- Burquina Fasso
  - Ouagadougou (Embaixada)
- Burundi
  - Bujumbura (Embaixada)
- Camarões
  - Yaoundé (Embaixada)
- Chade
  - N'Djamena (Embaixada)
- Comores
  - Moroni (Embaixada)
- Costa do Marfim
  - Abidjã (Embaixada)
- Egito
  - Cairo (Embaixada)
- Etiópia
  - Addis Abeba (Embajada)
- Gabão
  - Libreville (Embaixada)
- Gâmbia
  - Banjul (Embaixada)
- Gana
  - Accra (Embaixada)
- Guiné-Bissau
  - Bissau (Embaixada)
- Quênia
  - Nairóbi (Embaixada)
- Lesoto
  - Maseru (Embaixada)
- Madagáscar
  - Antananarivo (Embaixada)
- Mali
  - Bamako (Embaixada)
- Marrocos
  - Rabat (Embaixada)
  - Casablanca (Consulado-Geral)
- Mauritânia
  - Nouakchott (Embaixada)
- Moçambique
  - Maputo (Embaixada)
- Namíbia
  - Windhoek (Embaixada)
- Níger
  - Niamey (Embaixada)
- Nigéria
  - Abuja (Embaixada)
- República do Congo
  - Brazzaville (Embaixada)
- República Democrática do Congo
  - Kinshasa (Embaixada)
- Senegal
  - Dakar (Embaixada)
- Serra Leoa
  - Freetown (Embaixada)
- Sudão
  - Cartum (Embaixada)
- Tanzânia
  - Dar es Salaam (Embaixada)
- Togo
  - Lomé (Embaixada)
- Tunísia
  - Túnis (Embaixada)
- Zâmbia
  - Lusaka (Embaixada)
- Zimbabwe
  - Harare (Embaixada)

## Ásia
- Afeganistão
  - Cabul (Embaixada)
- Bangladesh
  - Dacca (Embaixada)
- Cazaquistão
  - Almaty (Embaixada)
- China
  - Pequim (Embaixada)
- Coreia do Norte
  - Pyongyang (Embaixada)
- Coreia do Sul
  - Seul (Embaixada)
- Filipinas
  - Manila (Embaixada)
- Índia
  - Nova Délhi (Embaixada)
- Indonésia
  - Jacarta (Embaixada)
- Japão
  - Tóquio (Embaixada)
- Malásia
  - Kuala Lumpur (Embaixada)
- Paquistão
  - Islamabad (Embaixada)
  - Karachi (Consulado-Geral)
- Sri Lanka
  - Colombo (Embaixada)
- Tailândia
  - Bangkok (Embaixada)
- Turquemenistão
  - Asgabate (Embaixada)
- Vietname
  - Hanói (Embaixada)

## Oceania

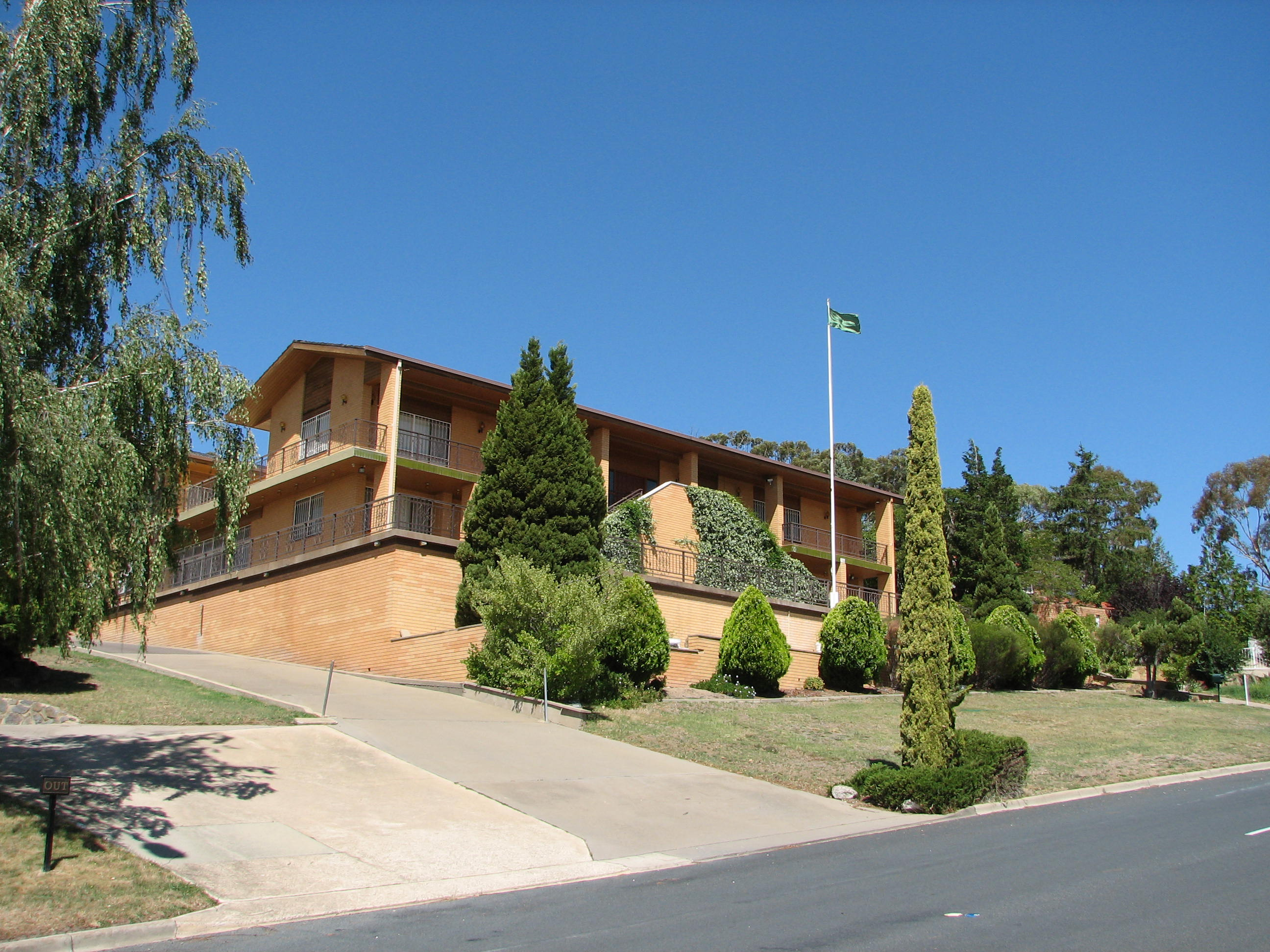
Embaixada da Líbia em Camberra, Austrália.

- Austrália
  - Camberra (Embaixada)

## Organizações multilaterais
- Adis-Abeba (Missão permanente da Líbia ante a União Africana)
- Bruxelas (Missão permanente da Líbia ante a União Europeia)
- Cairo (Missão permanente da Líbia ante a Liga Árabe)
- Genebra (Missão permanente da Líbia ante as Nações Unidas e outras organizações internacionais)
- Nairóbi (Missão permanente da Líbia ante as Nações Unidas e outras organizações internacionais)
- Nova Iorque (Missão permanente da Líbia ante as Nações Unidas)
- Paris (Missão permanente da Líbia ante UNESCO)
- Roma (Missão permanente da Líbia ante a Organização das Nações Unidas para a Alimentação e a Agricultura)
- Viena (Missão permanente da Líbia ante as Nações Unidas)